# The Spectacular
The Spectacular is een internationale misdaadserie uit 2021 geregisseerd door Willem Bosch. De serie gaat over een serie aanslagen door de Provisional Irish Republican Army in Nederlands Limburg, eind jaren '80 van de twintigste eeuw. De titel ('de spectaculaire') verwijst naar die grote, spectaculaire aanslag waar terroristen nogal eens van dromen, om hun politieke doelen mee te bereiken.

## Afleveringen
| Afl. | Nr. | Titel              | Regisseur    | Scenario | Datum           | Kijkcijfers |
| --- | --- | ------------------ | ------------ | -------- | --------------- | ----------- |
| 1 | 1   | Stammenstrijd      | Willem Bosch |          | 2 januari 2022  | 563.000     |
| De Nederlands-Belgisch-Duitse grensstreek wordt opgeschrikt voor een reeks van IRA-aanslagen op in West-Duitsland gelegerde Britse soldaten. Er wordt een opsporingsteam geformeerd onder leiding van rechercheur Jeanine Maes. De opsporing verloopt moeizaam omdat de politiediensten van de verschillende landen niet samenwerken. Het lijkt er op dat de autoriteiten de recherche-activiteiten traineren. Na een arrestatie lijkt de zaak opgelost, maar een mysterieus vrouwelijk lid van de IRA-cel, Fiona Hughes, is nog spoorloos.                                                                                      |     |                    |              |          |                 |             |
| 2 | 2   | Politieke lichamen | Willem Bosch |          | 9 januari 2022  | 458.000     |
| In Duitsland wordt opnieuw een aanslag gepleegd door de IRA-cel, waar dit keer Fiona Hughes bij betrokken is. Jeanine weet dat het een kwestie van tijd is totdat de leden ook in Nederland weer een aanslag zullen plegen. Ze maakt een plan de IRA-leden een stap voor te zijn, maar maakt daarbij een verkeerde inschatting. |     |                    |              |          |                 |             |
| 3 | 3   | De duivel zelf     | Willem Bosch |          | 16 januari 2022 | 394.000     |
| Een gewelddadige aanslag in Roermond wordt wereldnieuws en leidt tot brede verontwaardiging. Er volgt een groot opsporingsonderzoek en Janine zoekt daarbij internationale steun. Ondertussen vermoedt de IRA-leiding dat er verraad in het spel is en stuurt daarom een vertrouweling naar Nederland om orde op zaken te stellen. Dat leidt er toe dat de leden van de cel onder zware druk komen te staan. |     |                    |              |          |                 |             |
| 4 | 4   | The Irish cause    | Willem Bosch |          | 23 januari 2022 | 357.000     |
| Door toeval worden Fiona en de andere leden van de cel gearresteerd. Alleen hun leider Declan weet buiten schot te blijven. Ondanks dat het bewijs zich opstapelt blijkt het moeilijk om de verdachten veroordeeld te krijgen. Omdat Nederland geen anti-terrorismewetten heeft, moet officier van justitie De Rondt het persoonlijke aandeel van de verdachten in de gepleegde moorden bewijzen. Jeanine speelt daarin een cruciale rol, maar ze zal daarvoor haar geheim moeten prijsgeven. Wanneer belangen op een hoger niveau een rol blijken te spelen, komt Jeanine voor de keuze te staan of ze de waarheid zal spreken. |     |                    |              |          |                 |             |

## Rolverdeling
- Hadewych Minis - Jeanine Maes
- Aoibhínn McGinnity - Fiona Hughes
- Carina de Vroome - Leonie van Hartog
- Jacob Derwig - Frank Maes
- Michel Sluysmans - Martin de Waard
- Jochum ten Haaf - Joris
- Porgy Franssen - Sjuul Livestro
- Kenneth Herdigein - Boudewijn de Rondt
- Ian Beattie - Corey O'Keefe
- Kerr Logan - Patrick Lynch
- Cillian Lenaghan - Paul O'Keeffe
- Declan Conlon - Declan Moore
- Michael Patrick - Robin
- Gary Crossan - Michael Handler
- Torsten Colijn - Andrew Garrison
- Fred Goessens - Joep Henriks
- Karen Sibbing - Hedwig
- Nevajo Rezai - Danny Maes
- Dimme Treurniet - Peter den Hartog

## Ontvangst
De film ging in première op het Nederlands Filmfestival van 2021. Michel Sluysmans kreeg voor zijn rol als Jeanines stoïcijnse collega Martin, in 2021 een Gouden Kalf voor de beste bijrol in een dramaserie.

## Dramatisering
Het karakter Fiona Hughes is gebaseerd op de terroriste Donna Maguire, die net als broer Malachy Maguire lid was van de Provisional IRA. Hughes verliet in de serie man en kinderen om voor IRA te gaan strijden, maar in werkelijkheid kreeg ze pas later kinderen, met Leonard Hardy, een andere IRA-activist. Ze werd een aantal keren gearresteerd en uiteindelijk in Duitsland veroordeeld.
De rol van Jeanine Maes is gebaseerd op Cees Verhaeren, die in werkelijkheid het rechercheteam leidde. Deze politieman was naast explosievenverkenner ook onderhandelaar-coördinator bij gijzelingen en gespecialiseerd in inlichtingenwerk. Hij was werkzaam als Chef van de Regionale Inlichtingendienst Limburg. De samenwerking die hij tot stand weet te brengen tussen de buurlanden en de Noord-Ierse politie is waarheidsgetrouw weergegeven.

## Trivia
De Britse soldaat in Oostende rijdt een Opel Rekord E1 met het stuur aan de rechterkant. Dit lijkt op een foutje, want tegenwoordig worden alle Opel modellen in Groot-Brittannië onder de naam Vauxhall verkocht. Dit is echter geen fout want de Rekord E1 werd wel officieel in Groot-Brittannië aangeboden.
De Duitse kentekens in de serie zijn qua kleuren lettertype correct voor de periode. Maar er zijn wel een aantal kentekens die niet passen bij de auto's waar ze op zitten:
- De politie in Wildenrath (Kreis Heinsberg) heeft een Volkswagen Golf 2 met het kenteken HS - LS 382. Duitse politieauto's in die tijd hadden het formaat 'plaatscode - 3xxx'. Een voorbeeld voor een correct politiekenteken uit Kreis Heinsberg is HS - 3082.
- Het BKA rijdt in een Mercedes-Benz met kenteken ROW - A 894 naar Chateau Bois Le Duc. Omdat het BKA zijn hoofdkantoor in Wiesbaden heeft, is het vrij onwaarschijnlijk dat ze autos met een kenteken uit Landkreis Rotenburg (Wümme) hebben.